# 将口泰浩
将口 泰浩（しょうぐち やすひろ、1963年 - ）は、産経新聞社会部編集委員。福岡県生まれ。

## 経歴
1989年、産経新聞社入社。新潟支局、整理部、社会部、などを経て、2005年7月から2006年2月まで、タイ王国チュラーロンコーン大学客員研究員。その後、経済本部デスク（次長）を経て、現在に至る。

## 著書
- 「未帰還兵(かえらざるひと)  六十二年目の証言」 産経新聞出版、2008年。光人社NF文庫 2019年
- 「チベットからの遺言」 産経新聞出版、2008年、ISBN 978-4819110228
- 「キスカ　撤退の指揮官」 産経新聞出版、2009年、ISBN 978-4819110686。新潮文庫、2012年。光人社NF文庫 2019年
- 「「冒険ダン吉」になった男　森小弁」 産経新聞出版、2011年、ISBN 978-4819111386
- 「魂還り魂還り皇国護らん　沖縄に散った最後の陸軍大将牛島満の生涯」海竜社、2012年。光人社NF文庫 2024年
- 「戦地からの最期の手紙　二十二人の若き海軍将兵の遺書」海竜社、2016年8月
- 「アッツ島とキスカ島の戦い　人道の将、樋口季一郎と木村昌福」海竜社、2017年6月。光人社NF文庫 2022年、ISBN 978-4769832706
- 「極秘司令 皇統護持作戦　我ら、死よりも重き任務に奉ず」徳間書店、2017年7月